# 東京ディズニーシー ビッグバンドビート
『東京ディズニーシービッグバンドビート』(Tokyo DisneySea Big Band Beat)は、東京ディズニーシーにて2006年7月14日からブロードウェイ・ミュージックシアターで実施されているショー『ビッグバンドビート』の音源を収録したアルバムである。

## 解説
- このCDには、ショーで流されている音源がほぼ完璧に収録されている。
- 実際のショーは演奏・歌声ともに生音であるが、このCDには演奏も歌声も収録されている（ただし、ライブ版ではなくスタジオ収録版）。
- 楽曲には1940年代ごろに流行したスウィングジャズが使用されている。
- ブロードウェイ・ミュージックシアターで行われてきたショーでCD化されたのはこのショーが初である（以前まで行われていた『アンコール!』はCD化されていない）。
- CDのジャケットには、クライマックスで行われるミッキーマウスのドラム演奏の写真が使われている。

## 収録楽曲
1. スイングがなければ意味がない
  - スイングがなければ意味がない It Don't Mean A Thing
2. ブルース・イン・ザ・ナイト
  - ブルース・イン・ザ・ナイト Blues In The Night
3. メドレー
  - チャタヌガ・チュー・チュー Chattanooga Choo Choo
  - タキシード・ジャンクション Taxedo Junction
4. ジャズ・ベイビーズ
  - ジャズ・ベイビー Jazz Baby
  - リトル・ジャズ・バード Little Jazz Bird
  - ピアノが大好き I Love A Piano
5. イン・ザ・ムード
  - イン・ザ・ムード In The Mood
6. オール・オブ・ミー
  - オール・オブ・ミー All Of Me
7. シング・シング・シング
  - シング・シング・シング Sing Sing Sing
8. スイングがなければ意味がない
  - スイングがなければ意味がない It Don't Mean A Thing